# Селянський прапор
«Селянський прапор» — популярний політичний і економічний тижневик, орган Українського Народного Союзу, виходив у Станиславові з 5 липня 1925 року до 4 березня 1928 року.
Видавець і відповідальний редактор — І. Стовпюк, редактор — В. Балагутрак.